# The Tennors
The Tennors est un groupe vocal de reggae et rocksteady jamaïcain des années 1960 et 1970. « Ride Yu Donkey » est un de leurs tubes, publié en 1968. Cette chanson figure sur la bande originale du film Broken Flowers.

## Histoire
Le groupe se forme à Kingston au milieu des années 1960 autour du chanteur George "Clive" Murphy qui forme un duo avec Maurice "Professor" Johnson. Ils choisissent de s'appeler the Tennor Twins. En 1967, ils auditionnent pour le titre "Pressure and Slide" assis à l'arrière d'un taxi pour l'arrangeur Jackie Mittoo de Studio One. Murphy et Johnson sont ensuite rejoint par Norman Davis, et le trio enregistre la chanson avec le concours de Mittoo. Le single fut la meilleure vente de l'année, mais, d'après Murphy, le groupe n'a jamais touché d'argent pour ce titre.
Plutôt que de continuer d'enregistrer pour le producteur de Studio One, Coxsone Dodd, ils fondent alors leur propre label et forment leur propre équipe d'artistes. La mort accidentelle de Johnson réduit à nouveau le trio à un duo, pendant que Murphy et Davis continuent de composer. Ils proposèrent leur chanson "Ride Yu Donkey" à un grand nombre d'artistes, mais finirent par l'enregistrer eux-mêmes. La chanson, publiée en 1968, fut un grand tube.
Les autres chansons notables des Tennors sont : "Cleopatra", "Grandpa", "Massi Massa", "Girl You Hold Me", "Rub Me Khaki", "Sufferer", "Sign of the Times", "Biff Baff" (aka "Traitor"), "Bow Legged Girl", "Little Things", "Cherry" et "Oh My Baby".
Le groupe redevient un trio avec l'arrivée de Ronnie Davis en 1968. Les chanteurs ayant participé aux Tennors sont, entre autres, Nehemiah Davis, George Dekker, Howard Spencer, et Hilton Wilson. Le trio chanta aussi avec Jackie Bernard sur "Another Scorcher", et se mit au reggae avec le titre "Reggae Girl".
En 1970, The Tennors travailla avec le producteur de Treasure Isle, Duke Reid pour la chanson "Hopeful Village". Avec Sonia Pottinger, ils enregistrent "Gee Whiz" et "Give Me Bread". Le groupe travaille à nouveau avec Reid en 1973 pour "Weather Report", adapté de The Only Living Boy in New York par Simon et Garfunkel. La chanson fut un succès et remporta le titre de "Best Performer title" l'année du Jamaican Independence Song Festival.
Après cela, le groupe périclita. Murphy émigra aux États-Unis pour commencer une carrière solo sous le nom de Clive Tennors. Il réalisa un album solo, Ride Yu Donkey, en 1991.